# هانس ريتش
هانس ريتش (بالألمانية: Hans Reich)‏ (10 يوليو 1942 في ألمانيا - ) هو لاعب كرة قدم ألماني في مركز الدفاع. شارك مع منتخب ألمانيا تحت 23 سنة لكرة القدم ‏. أما مع النوادي، فقد لعب مع كيكرز أوفنباخ ولاسك لينتس وميونخ 1860 ونادي لينز.

## وصلات خارجية
- هانس ريتش على موقع قاعدة بيانات كرة القدم.إي يو (الإنجليزية)
- هانس ريتش على موقع بيانات كرة القدم. دي إي (الألمانية)
- هانس ريتش على موقع عالم كرة القدم.نت (الإنجليزية)